# Musikgymnasiet De Geer
Musikgymnasiet, även kallat De Geergymnasiet musik, är en del av De Geergymnasiet belägen i Norrköpings innerstad. Utbildning är en så kallad spetsutbildning vilket bland annat innebär att man har riksintag. Eleverna kommer företrädesvis från Östergötland och angränsade län.

## Historia
Musikgymnasiet grundades 1984 och hade då sin undervisning i Kristinaskolans lokaler vilka delades med Norrköpings kommunala musikskola (senare kulturskola). Musikgymnasiet flyttade år 2014 sin verksamhet närmare De Geergymnasiets huvudbyggnad när Kungsgårdsgymnasiet flyttade till Kristinaskolan. 

## Utbildning
Utbildningen är treårig och innehåller moment som musikteori, ensemblespel, körsång och individuell instrumentundervisning. För att tillgodose behovet av många olika lärare för respektive instrument samarbetar musikgymnasiet med musiker från bland annat Norrköpings Symfoniorkester. 

## Musikaler och samarbete medNorrköpings Symfoniorkester(SON)
De Geergymnasiet musik sätter varje år sedan 1997 upp en musikal i samarbete med de övriga programmen med estetinriktning. Musikalerna är både specialskrivna av lärare på musikgymnasiet och mera etablerade musikaler. 
Avgångseleverna på musikgymnasiet framför även en serie konserter i samarbete med Norrköpings Symfoniorkester. Konsertserien riktar sig framförallt till skolungdomar i Norrköpings kommun och besöks varje år av ca 5000 elever. För att markera samarbetet med Norrköpings Symfoniorkester innehåller konsertseriens namn vanligen förkortningen SON (Symfoniorkester Norrköping). Platsen för konsertserien är Louis De Geer konserthus i Norrköping. 
| År   | Musikal             | Samarbete med Norrköpings Symfoniorkester |
| ---- | ------------------- | ----------------------------------------- |
| 2025 | Me and my girl      | Dags för penSiON                          |
| 2024 | Spelman på taket    | Nästa staSON                              |
| 2023 | Rent                | OdysSON                                   |
| 2022 | Grease              | RevoluSON                                 |
| 2021 | Ludwig              | SONfågeln                                 |
| 2020 | Inställt            | SON-systemet                              |
| 2019 | Atlantis            | Bortom HoriSONten                         |
| 2018 | Dröm                | Käre SONson                               |
| 2017 | Hairspray           | DestinaSON                                |
| 2016 | Fame                | EspresSON                                 |
| 2015 | Ludwig              | ViSON                                     |
| 2014 | The Wedding Singer  | KolliSON                                  |
| 2013 | Spelman på taket    | ExploSON                                  |
| 2012 | Dröm                | Here comes the SON                        |
| 2011 | Atlantis            | ExpediSON                                 |
| 2010 | Fame                | FaroSON                                   |
| 2009 | Ludwig              | TeleviS(i)ON                              |
| 2008 | The Wiz             |                                           |
| 2007 | Rent                | FörSONing                                 |
| 2006 | Grease              | SON-tripp                                 |
| 2005 | Atlantis            | Tids SON                                  |
| 2004 | Fame                | SON ska det låta                          |
| 2003 | West Side Story     |                                           |
| 2002 | The Wiz             |                                           |
| 2001 | Spelman på taket    |                                           |
| 2000 | Tolvskillingsoperan |                                           |
| 1999 | Trollflöjten        |                                           |
| 1998 | Sweet Charity       |                                           |
| 1997 | Chicago             |                                           |

## Tidigare elever
- Melanie Taylor
- Elin Rombo
- Susanna Stern
- Camilla Tilling
- Ludwig Göransson[13]